# Francisco Martí Gilabert
Francisco Martí Gilabert (Oliva, 12 de noviembre de 1923-Madrid, 8 de julio de 2012) fue un historiador español, profesor de la Universidad de Navarra. Fue autor de numerosas obras relativas a la historia contemporánea de España y la Iglesia católica. Fue miembro del Opus Dei.

## Biografía
Francisco Martí nació en la localidad valenciana de Oliva, en una familia de tres hermanos varones. Su hermano mayor, Justo fue también sacerdote numerario del Opus Dei. Francisco conoció el Opus Dei en Valencia por medio de su hermano Justo y allí pidió ser admitido en el Opus Dei el 1 de marzo de 1942, cuando comenzaba la carrera de Historia en la Universidad de Valencia. En 1943 superó el Examen de Estado en Valencia; y en el curso académico 1943/44 se incorporó al Centro de Estudios de Lagasca y comenzó Filosofía y Letras, en la Universidad de Madrid, donde se doctoró.
Recibió la ordenación sacerdotal el 1 de julio de 1951. Dos años después se trasladó a Chile (1953), acompañando a Adolfo Rodríguez Vidal para colaborar en los inicios de la labor apostólica del Opus Dei en el país sudamericano. En 1963 regresó a España.
En 1975, tras el fallecimiento de Josemaría Escrivá, trabajó en la oficina histórica creada para organizar el archivo documental necesario para su causa de canonización. Se instaló en Madrid en 1980. Pocos años más tarde sufrió un ictus cerebral, del que se derivó una hemiplejia que sobrellevó durante casi treinta años. A pesar de su dificultad física, siguió trabajando en la oficina histórica, y escribiendo libros hasta pocos años antes de su fallecimiento. Falleció en la capital de España, el 8 de julio de 2012 y fue enterrado en el cementerio de La Almudena.

## Producción histórica
En El Motín de Aranjuez, de 1972, se señala una narración de los hechos «a la manera de la escuela histórica navarra». Según el propio autor, en el prólogo del libro, «aunque mi propósito inicial era estudiar tan solo el motín propiamente dicho, la acción subsiguiente está tan íntimamente unida a los sucesos de Bayona, que hubiera quedado truncada de no seguirla hasta su desenlace en el teatro francés».
Su obra La abolición de la Inquisión española, publicada en 1975, fue la primera en abarcar en exclusiva la etapa final de la institución. Alabada por Juan Balansó, que la califica de «estudio científico de primer orden», de ella ha señalado Peter Linehan que Martí Gilabert no oculta sus «simpatías antiabolicionistas», así como que «podría haber sido escrita en Burgos en 1937» y que se trata de un «entristecedor, aunque menor, monumento a la historiografía de la etapa final del Franquismo». Richard E. Greenleaf señala que el libro representa un «análisis desapasionado» de la materia que trata, y «un importante trabajo académico que merece un lugar preeminente en el campo de los estudios sobre la Inquisición».
En La desamortización española de 2003, según una reseña en Anuario de Historia de la Iglesia, publicación de la Universidad de Navarra, Martí Gilabert afirma «lo que fuera calificado por algunos como "inmenso latrocinio" [las desamortizaciones], era una necesidad que pedían los tiempos para salvar el estado deficitario de la economía nacional».
De su obra de La Primera República Española 1873-1874, que data de 2007, se ha señalado la «cuasi veneración que el autor [Martí Gilabert] muestra hacia Emilio Castelar».

## Obras
- El proceso del Escorial (1965)[17]
- La primera misión de la Santa Sede a América (1967)[18]
- El motín de Aranjuez (1972)[17][7][19]
- La abolición de la Inquisión española (1975)[8][20][11]
- La cuestión religiosa en la revolución de 1868-1874 (1989)[21]
- Política religiosa de la restauración, 1875-1931 (1991)[21]
- Iglesia y estado en el reinado de Fernando VII (1994)[21]
- Iglesia y estado en el reinado de Isabel II (1996)[21]
- Política religiosa de la Segunda República Española (1998)[22][23][21]
- Amadeo de Saboya y la política religiosa (1999)[24][21]
- El matrimonio civil en España: desde la Républica hasta Franco (2000)[21]
- La desamortización española (2003)[25][21]
- La Primera República Española. 1873-1874 (2007)[2][21]